# Locución
Una locución es, en gramática, el grupo estable de dos o más palabras que funciona como una unidad léxica con significado propio, no derivado del literal de las palabras que lo forman. 
Según Julio Casares, es una «combinación estable de dos o más términos, que funciona como elemento oracional y cuyo sentido unitario, familiar a la comunidad lingüística, no se justifica, sin más, como una suma del significado normal de los componentes».

## Características
Las locuciones son construcciones sintácticas usadas frecuentemente que presentan como principal característica que su significado no se deriva composicionalmente del significado literal de las palabras que lo forman, sino que es necesario conocer el sentido general de la locución. La existencia de las locuciones demuestra que el significado tiene componentes no estrictamente literales. 
Desde el punto de vista psicolingüístico, para determinar cómo estas expresiones son procesadas por nuestro cerebro, existen diversas teorías que suelen agruparse en tres grupos principales. Las no composicionales, que consideran a las locuciones palabras largas; las composicionales, que sugieren en su procesamiento la intervención de elementos propios de la literalidad, como el reconocimiento de palabras y el análisis sintáctico; y las híbridas, que agrupan nociones de las dos anteriores.
Se distinguen varios tipos según su funcionamiento gramatical:
1. Adjetiva. La que equivale a un adjetivo y funciona como tal: una mujer de bandera, una verdad como un templo.
2. Adverbial. La que equivale a un adverbio y funciona como tal: Todo salió a las mil maravillas; Apareció de repente.
3. Conjuntiva. La que funciona como conjunción: así que, por más que, a pesar de.
4. Determinativa. La que funciona como adjetivo determinativo (→ adjetivo, 1b): algún que otro cigarrillo.
5. Nominal. La que equivale a un sustantivo y funciona como tal: brazo de gitano ('pastel de forma cilíndrica'), ojo de buey ('ventana circular').
6. Preposicional. La que funciona como y sustituye a una preposición: acerca de, con vistas a, junto a, a pesar de.
7. Pronominal. La que equivale a un pronombre y funciona como tal: alguno que otro, cada uno.
8. Verbal. La que equivale a un verbo y funciona como tal: echar de menos, caer en la cuenta, hacer caso, llevar a cabo.
9. Interjectiva. La que funciona como interjección o exclamación (indicando una impresión o reacción súbitas): madre mía.

Además, se entiende por locución el simple acto o modo de hablar. En el gremio de la radiodifusión se refiere al acto de radiotransmitir.